# Francisco Colorado
Francisco Jarley Colorado Hernández (San Rafael, Antioquia, 13 de mayo de 1980) es un ciclista colombiano de ruta. Actualmente corre para el equipo profesional de categoría Continental chino Ningxia Sports Lottery-Livall CT.

## Palmarés
2002
- Doble Copacabana Grand Prix Fides, más 1 etapa

2003
- Una etapa de la Vuelta a Urabá, Colombia

2004
- Una etapa de la Vuelta de la Paz, Colombia
- Clásica La Libertad, Colombia, más 2 etapas

2006
- 3º en la Vuelta a El Salvador
- Una etapa de la Vuelta a Costa Rica

2007
- Una etapa de la Vuelta al Táchira
- Una etapa en CRE de la Vuelta a Antioquia
- Una etapa de la Vuelta a Venezuela
- 2º en la Vuelta a Costa Rica, más 1 etapa

2009
- Prólogo en CRE de la Vuelta a Colombia
- Clásica de Guarne, Colombia, más 1 etapa
- 2º en el Clásico RCN

2010
- 3º en la Vuelta a Colombia[1]
- 3º en la Vuelta a Guatemala

2013
- Una etapa de la Vuelta a Chiriquí, Panamá

2014
- Clásica Radio Chiriquí, Panamá, más 1 etapa
- Una etapa de la Clásica Nacional Marco Fidel Suárez
- 2º en la Vuelta a Guatemala, más 1 etapa

2015
- Vuelta a México
- Clásica Villa Jiménez, México
- 3º en la Vuelta al Lago Qinghai

## Equipos
- EPM-UNE (2010-2012)
- GW Shimano-Envía-Gatorade-Hutchinson (2013)
- Blanco del Valle-Redetrans-Supergiros (2014)
- Ningxia Sports Lottery-Focus Team (China)  (de 25-06-2015)
- RTS-Monton Racing Team (Taiwán) (2016)
- Ningxia Sports Lottery-Livall CT (2017-)